# جاك كفالييه
جاك كفالييه (1869-1937) (بالفرنسية: Jaques Cavalier)‏
درس كفالييه خلال الأعوام 1888-1891 في دار المعلمين العليا، شعبة العلوم. عمل مدرساً في دار المعلين وبعدها في كلية العلوم في جامعة رين.
شغل كفالييه منصب مدير مديرية التعليم (بالفرنسية: Recteur d'académie)‏ في المدن التالية : بواتييه 1909 ـ 1914، تولوز 1914 ـ 1922، ليون 1922 ـ 1926.

في عام 1926 كُلف كفالييه بدراسة وضع دائرة التعليم في المفوضية العليا الفرنسية في سوريا و‌لبنان، إثر الخلاف ما بين دوتوا وبونور. كتب كفالييه تقريراً قدم فيه مقترحات لإعادة تنظيم دائرة التعليم. وكإجراء مؤقت عُين كفالييه مديراً لهذه الدائرة لعدة أشهر من عام 1926.

بعد عودته إلى فرنسا أصبح مديراً للتعليم العالي في وزارة التعليم خلال الفترة ما بين 1926 و1936.
ألف كفالييه عدداٌ من الكتب العلمية، وكتب عدداً من المقالات. كما حصل على عدة أوسمة.

## وفاته
صدمته دراجة نارية في باريس، توفي بعد بضعة أيام من الحادث.